# Oldřich V. z Hradce
Oldřich V. z Hradce († 1453) byl český šlechtic z rodu pánů z Hradce, syn Menharta z Hradce, významné postavy doby husitských válek a následujícího interregna.

## Život
Zmiňován je již v roce 1438, kdy spolu s otcem podporoval po Zikmundově smrti Albrechta Habsburského. Když Jiří z Poděbrad dobyl v roce 1448 Prahu, zbavil Menharta z Hradce úřadu pražského purkrabího a internoval ho na poděbradském hradě, Oldřich proti tomu ostře protestoval, žádal otcovo propuštění a odmítal uznat Zdeňka Konopišťského, kterého Jiří do této funkce jmenoval. Na Jiřího nabídku Menhartova propuštění výměnou za vydání korunovačních klenotů, které páni z Hradce měli ve svém držení z titulu karlštejnského purkrabího, však Oldřich nepřistoupil. Místo toho se rozhořela drobná válka mezi poděbradskou jednotou a Hradeckými, spor nevyřešila ani následná jednání obou stran v Pelhřimově. Jiří nakonec Menharta propustil, protože ve vězení onemocněl, ten však krátce po propuštění zemřel.
Oldřich obvinil Jiřího, že jeho otce otrávil. Jiříkovi nepřátelé se pak z iniciativy Oldřicha z Rožmberka sešli ve Strakonicích, kde založili 8. února 1449 spolek známý pod jménem strakonická jednota. K signatářům patřil samozřejmě i Oldřich z Hradce. Vypukly boje mezi jednotou poděbradskou a jednotou strakonickou, které skončily vítězstvím poděbradské jednoty a uzavřením vildštejnské smlouvy v červnu 1450. Na sjezdu v Pelhřimově byl 3. srpna 1450 konečně ukončen i spor Oldřicha z Hradce s Jiřím z Poděbrad: bylo prohlášeno, že si nejsou navzájem ničím vinni, což i očistilo Jiřího od podezření z Menhartovy otravy. Oldřich si podržel po otci karlštejnské purkrabství a i nadále zaujímal mezi českou šlechtou významné postavení. V roce 1451 byl mezi vyslanci, kteří žádali císaře Fridricha o vydání krále Ladislava. Na Jindřichově Hradci v témže roce hostil Eneáše Silvia, budoucího papeže Pia II., který byl císařem vyslán na sněm do Benešova.
Oldřich byl ženatý s Markétou z Potštejna, zemřel však bez potomků a jeho smrtí vymírá hradecká linie rodu. Protože se král Ladislav Pohrobek zřekl práva odúmrti, celý majetek pánů z Hradce zdědili synové Jana Teleckého z telčské větve Jindřich a Heřman.